# Чемпионат Африки по дзюдо 2013
Чемпионат Африки по дзюдо 2013 года прошёл 18 — 19 апреля в городе Мапуту (Мозамбик).

## Медалисты

### Мужчины
| Весовая категория       | Золото                      | Серебро                      | Бронза                                                   |
| ----------------------- | --------------------------- | ---------------------------- | -------------------------------------------------------- |
| Суперлёгкая (до 60 кг)  | Яссин Мудатир · Марокко     | Мохамед Абделмавгуд · Египет | Фрай Дхуиби · Тунис Мохамед Эль-Хади Эль-Кависах · Ливия |
| Полулёгкая (до 66 кг)   | Хусем Халфауи · Тунис       | Ахмед Мохаммеди · Алжир      | Ахмед Авад · Египет Худ Зурдани · Алжир                  |
| Лёгкая (до 73 кг)       | Гидеон ван Зил · ЮАР        | Хамза Бархуми · Тунис        | Юсеф Уахад · Алжир Эммануэль Нартей · Гана               |
| Полусредняя (до 81 кг)  | Сафуан Аттаф · Марокко      | Абделазиз Бен Аммар · Тунис  | Мохамед Абделаал · Египет Ясин Ладур · Алжир             |
| Средняя (до 90 кг)      | Хатем Абд Эль-Ахер · Египет | Мохамед Дарвиш · Египет      | Амар Бенихлеф · Алжир Кинапея Ромео Коун · Кот-д’Ивуар   |
| Полутяжёлая (до 100 кг) | Рамадан Дарвиш · Египет     | Лиес Буякуб · Алжир          | Анис Бен Халед · Тунис Амди Фолл · Сенегал               |
| Тяжёлая (свыше 100 кг)  | Файсал Джабала · Тунис      | Мохаммед Тайеб · Алжир       | Ислам Эль-Шехаби · Египет Эль-Мехди Малки · Марокко      |
| Абсолютная категория    | Ислам Эль-Шехаби · Египет   | Файсал Джабала · Тунис       | Диудонн Долассем · Камерун Билал Зуани · Алжир           |

### Женщины
| Весовая категория      | Золото                       | Серебро                        | Бронза                                                         |
| ---------------------- | ---------------------------- | ------------------------------ | -------------------------------------------------------------- |
| Суперлёгкая (до 48 кг) | Татьяна Цезар · Гвинея-Бисау | Сабрина Саиди · Алжир          | Хела Айри · Тунис Асараманитра Ратиарисон · Мадагаскар         |
| Полулёгкая (до 52 кг)  | Амани Халфауи · Тунис        | Джазия Хаддад · Алжир          | Кристиан Легентил · Маврикий Марьям Ндао · Сенегал             |
| Лёгкая (до 57 кг)      | Несрия Джласси · Тунис       | Фатима Зохра Айт Али · Марокко | Онс Бен Мессауд · Тунис Ортанс Дидхиу · Сенегал                |
| Полусредняя (до 63 кг) | Ризлен Зуак · Марокко        | Имен Агуар · Алжир             | Асма Бжауи · Тунис Элен Везеу Домбеу · Камерун                 |
| Средняя (до 70 кг)     | Ассма Нианг · Марокко        | Антониа Морейра · Ангола       | Хенд Абделмегуид · Египет Худа Милед · Тунис                   |
| Полутяжёлая (до 78 кг) | Хана Мергени · Тунис         | Аджан Одри Кумба · Габон       | Ортенс Ванесса Мбалла Атангана · Камерун Каотур Уаллал · Алжир |
| Тяжёлая (свыше 78 кг)  | Нихел Шейх Руху · Тунис      | Саха Трабелси · Тунис          | Сония Асселах · Алжир Дечантал Фоку Нтолак · Камерун           |
| Абсолютная категория   | Нихел Шейх Руху · Тунис      | Эстер Ратуги · Кения           | Дечантал Фоку Нтолак · Камерун Каутар Уаллал · Алжир           |